# Осман Букари
Осман Букари (на английски: Osman Bukari; роден на 13 декември 1996 в Акра, Гана) е ганайски футболист, играе като полузащитник и се състезава за Остин и националния отбор на Гана..

## Успехи

### Нант
- Купа на Франция (1): 2021/22